# Iranaspidion
Iranaspidion – rodzaj stawonogów z wymarłej gromady trylobitów, z rzędu Proetida.
Żyły w okresie permu (gwadalup).